# Судновий брокер
Судновий брокер (англ. Shipbrokers) — спеціаліст з організації перевезень морським транспортом, посередник під час ведення переговорів між судновласником і фрахтувальником при укладанні договорів морського перевезення, а також посередник у переговорах при укладанні угод з купівлі-продажу суден. Суднове брокерство є фінансовою послугою, яка є частиною глобальної індустрії судноплавства.

## Спеціалізація
Суднові брокери спеціалізуються на певних типах суден: танкерах, суховантажах, допоміжних суднах, контейнеровозах, спеціалізованих суднах. Окрему категорію складають суднові брокери, що спеціалізуються на операціях з купівлі-продажу суден (нових, старих та тих, що йдуть на злам). Оганізацією, що займається професійною підготовкою суднових брокерів з усього світу є Інститут сертифікованих суднових брокерів (ICS). Національні асоціації суднових брокерів об'єднані у Федерацію національних асоціацій суднових брокерів і агентів (FONASBA).

## Центри суднового брокерства
Основні центрів суднового брокерства розташовані по всьому світу, зокрема у Лондоні, Гонконзі, Шанхаї, Делі, Мумбаї, Копенгагені, Женеві, Осло, Афінах, Генуї, Гамбурзі, Парижі, Сінгапурі, Токіо, Північній Америці (Нью — Йорку, Монреалі).